# 新天站 (大兴安岭)
新天站是位于黑龙江省大兴安岭地区松岭区大扬气林场的一个铁路车站，邮政编码165016。车站建于1971年，有富西铁路经过该站，现办理客货运业务，车站及其上下行区间均未电气化。车站距离富裕站478公里，隶属哈尔滨铁路局，是四等站。